# Thecla bellusunipunctatus
Thecla bellusunipunctatus är en fjärilsart som beskrevs av Tutt. Thecla bellusunipunctatus ingår i släktet Thecla och familjen juvelvingar. Inga underarter finns listade i Catalogue of Life.